# Віндгук (футбольний клуб)
Віндгук Спорт Клуб або просто СК «Віндгук» (англ. Sport Klub Windhoek) — професіональний футбольний клуб з Намібії, який представляє місто Віндгук.
Окрім футболу, в клубі працюють відділи стрільби з луку, фістболу, радіокерованого автомобілемоделювання, боулінгу, художньої гімнастики, теніс, настільного тенісу, стрибків на батуту і волейболу.

## Історія
Клуб був офіційно створений 2 березня 1951 року в місті Віндгук. Клуб було засновано намібійськими німцями, але він був відкритий для всього населення Намібії. Спортивний комплекс клубу був побудований між 1909 і 1912 роками, але через Першу та Другу світові війни був частково зруйнований. У 1945 році він був відновлений.
Професійний футбольне відділення СК «Віндгук» носить назву Cymot СК «Віндгук». Свого часу клуб виступав у Прем'єр-лізі Намібії. Головним спонсором є компанія «Cymot». СК «Віндгук» грає домашні матчі на стадіоні «СКВ-Стедіум». З 2002 по 2010 роки посаду головного тренера клубу займав Ріхард Старке. У сезоні 2010/2011 років команду очолив Леслі Кавука.
У сезоні 2012/2013 СК «Віндгук» здобув право з наступного сезону виступати у Прем'єр-лізі Намібії. Проте, клуб продав своє місце іншому клубу, а сезон 2013/2014 років розпочав у третьому дивізіоні національного чемпіонату.

## Досягнення
- Чемпіонат Намібії з футболу:
  -  Чемпіон (1): 1966

## Виступи в континентальних турнірах КАФ
- Ліга чемпіонів КАФ: 1 виступ
  - 1966

## Відомі гравці
- Ральф Еллінгер
- Марко ван Вік[2]
- Гюнтер фон Хюндельсхаузен
- Аренд фон Стрік